# Olympische Sommerspiele 2008/Schwimmen – 100 m Brust (Männer)
Der Wettbewerb über 100 Meter Brust der Männer bei den Olympischen Spielen 2008 in Peking wurde vom 9. bis 11. August 2008 im Nationalen Schwimmzentrum Peking ausgetragen. 65 Athleten nahmen daran teil. 
Es fanden neun Vorläufe statt. Die 16 schnellsten Schwimmer aller Vorläufe qualifizierten sich für die zwei Halbfinals, die am nächsten Tag ausgetragen wurden. Für das Finale qualifizierten sich die acht zeitschnellsten Schwimmer beider Halbfinals.

## Rekorde
Vor Beginn der Olympischen Spiele waren folgende Rekorde gültig.
| Weltrekord         | Brendan Hansen ( Vereinigte Staaten) | 59,13 s     | Irvine, Vereinigte Staaten | 1. August 2006  |
| Olympischer Rekord | Brendan Hansen ( Vereinigte Staaten) | 1:00,01 min | Athen, Griechenland        | 14. August 2004 |

Während der Olympischen Spiele wurden folgende Rekorde gebrochen:
| Olympischer Rekord | Kōsuke Kitajima | 58,91 s | Peking, Volksrepublik China | 11. August 2008 |
| Weltrekord         | Kōsuke Kitajima | 58,91 s | Peking, Volksrepublik China | 11. August 2008 |

## Titelträger
| Olympiasieger | Kōsuke Kitajima ( Japan)             | 1:00,08 min | Athen 2004     |
| Weltmeister   | Brendan Hansen ( Vereinigte Staaten) | 59,80 s     | Melbourne 2007 |
| Europameister | Alexander Dale Oen ( Norwegen)       | 59,76 s     | Eindhoven 2008 |

## Vorlauf

### Vorlauf 1
| Platz | Name              | Nation     | Zeit        | Anmerkung |
| ----- | ----------------- | ---------- | ----------- | --------- |
| 1     | Osama El-Aarag    | Katar      | 1:10,83 min |           |
| 2     | Mohammed Al-Habsi | Oman       | 1:12,28 min |           |
| 3     | Petero Okotai     | Cookinseln | 1:20,20 min |           |

### Vorlauf 2
| Platz | Name                     | Nation     | Zeit        | Anmerkung |
| ----- | ------------------------ | ---------- | ----------- | --------- |
| 1     | Édgar Crespo             | Panama     | 1:03,72 min |           |
| 2     | Sergiu Postică           | Moldau     | 1:03,83 min |           |
| 3     | Wael Koubrousli          | Libanon    | 1:06,22 min |           |
| 4     | Nguyễn Hữu Việt          | Vietnam    | 1:06,36 min |           |
| 5     | Erik Rajohnson           | Madagaskar | 1:08,42 min |           |
| 6     | Boldbaataryn Bütech-Üils | Mongolei   | 1:10,80 min |           |

### Vorlauf 3
| Platz | Name            | Nation      | Zeit        | Anmerkung |
| ----- | --------------- | ----------- | ----------- | --------- |
| 1     | Daniel Velez    | Puerto Rico | 1:01,80 min | NR        |
| 2     | Sandeep Sejwal  | Indien      | 1:02,19 min |           |
| 3     | Genaro Prono    | Paraguay    | 1:02,32 min |           |
| 4     | Malick Fall     | Senegal     | 1:02,51 min |           |
| 5     | Alwin de Prins  | Luxemburg   | 1:03,64 min |           |
| 6     | Sergio Ferreyra | Argentinien | 1:03,65 min |           |
| 7     | Andrei Cross    | Barbados    | 1:04,57 min |           |
| 8     | Ivan Demyanenko | Usbekistan  | 1:05,14 min |           |

### Vorlauf 4
| Platz | Name                   | Nation     | Zeit        | Anmerkung |
| ----- | ---------------------- | ---------- | ----------- | --------- |
| 1     | Hunor Mate             | Österreich | 1:00,93 min | NR        |
| 2     | Demir Atasoy           | Türkei     | 1:02,25 min |           |
| 3     | Čaba Silađi            | Serbien    | 1:02,31 min |           |
| 4     | Tom Be'eri             | Israel     | 1:02,42 min | NR        |
| 5     | Martti Aljand          | Estland    | 1:02,46 min | NR        |
| 6     | Xue Ruipeng            | China      | 1:02,48 min |           |
| 7     | Jakob Jóhann Sveinsson | Island     | 1:02,50 min |           |
|       | Mohammad Alirezaei     | Iran       | DNS         |           |

### Vorlauf 5
| Platz | Name                      | Nation     | Zeit        | Anmerkung |
| ----- | ------------------------- | ---------- | ----------- | --------- |
| 1     | Mike Brown                | Kanada     | 1:00,98 min |           |
| 2     | Andrew Bree               | Irland     | 1:01,76 min |           |
| 3     | Valentin Preda            | Rumänien   | 1:01,77 min |           |
| 3     | Jonas Andersson           | Schweden   | 1:01,77 min |           |
| 5     | Jewgeni Ryschkow          | Kasachstan | 1:01,83 min |           |
| 6     | Vanja Rogulj              | Kroatien   | 1:02,42 min |           |
| 7     | Sofiane Daid              | Algerien   | 1:02,45 min |           |
| 8     | Wiktar Wabischtschewitsch | Belarus    | 1:03,29 min |           |

### Vorlauf 6
| Platz | Name               | Nation     | Zeit        | Anmerkung |
| ----- | ------------------ | ---------- | ----------- | --------- |
| 1     | Damir Dugonjič     | Slowenien  | 1:00,35 min |           |
| 2     | Wladislaw Poljakow | Kasachstan | 1:00,80 min |           |
| 3     | Matjaž Markič      | Slowenien  | 1:01,31 min |           |
| 4     | Mathieu Bois       | Kanada     | 1:01,45 min |           |
| 5     | Jiří Jedlička      | Tschechien | 1:01,56 min |           |
| 6     | Borja Iradier      | Spanien    | 1:01,83 min |           |
| 7     | Melquíades Álvarez | Spanien    | 1:01,89 min |           |
|       | Alessandro Terrin  | Italien    | DSQ         |           |

### Vorlauf 7
| Platz | Name                  | Nation     | Zeit        | Anmerkung |
| ----- | --------------------- | ---------- | ----------- | --------- |
| 1     | Alexander Dale Oen    | Norwegen   | 59,41 s     | OR        |
| 2     | Brenton Rickard       | Australien | 59,89 s     | OC        |
| 3     | Cameron van der Burgh | Südafrika  | 59,96 s     | AF        |
| 4     | Christian Sprenger    | Australien | 1:00,36 min |           |
| 5     | Oleh Lissohor         | Ukraine    | 1:00,65 min |           |
| 6     | Felipe França Silva   | Brasilien  | 1:01,04 min |           |
| 7     | Henrique Barbosa      | Brasilien  | 1:01,11 min |           |
| 8     | Dániel Gyurta         | Ungarn     | 1:01,31 min |           |

### Vorlauf 8
| Platz | Name                | Nation             | Zeit        | Anmerkung |
| ----- | ------------------- | ------------------ | ----------- | --------- |
| 1     | Kōsuke Kitajima     | Japan              | 59,52 s     |           |
| 2     | Ihor Boryssyk       | Ukraine            | 1:00,31 min |           |
| 3     | Michail Aleksandrow | Bulgarien          | 1:00,69 min |           |
| 4     | Christopher Cook    | Großbritannien     | 1:00,70 min |           |
| 5     | Mark Gangloff       | Vereinigte Staaten | 1:00,71 min |           |
| 6     | Richárd Bodor       | Ungarn             | 1:00,97 min |           |
| 7     | Glenn Snyders       | Neuseeland         | 1:00,98 min |           |
| 8     | Dmitri Komornikow   | Russland           | 1:01,82 min |           |

### Vorlauf 9
| Platz | Name                 | Nation             | Zeit        | Anmerkung |
| ----- | -------------------- | ------------------ | ----------- | --------- |
| 1     | Hugues Duboscq       | Frankreich         | 59,67 s     |           |
| 2     | Giedrius Titenis     | Litauen            | 1:00,11 min |           |
| 3     | Roman Sludnow        | Russland           | 1:00,20 min |           |
| 4     | Brendan Hansen       | Vereinigte Staaten | 1:00,65 min |           |
| 5     | Yūta Suenaga         | Japan              | 1:00,67 min |           |
| 6     | Thijs van Valkengoed | Niederlande        | 1:01,32 min |           |
| 7     | Kristopher Gilchrist | Großbritannien     | 1:01,34 min |           |
| 8     | Romanos Alyfantis    | Griechenland       | 1:03,39 min |           |

## Halbfinale

### Lauf 1
| Platz | Name                | Nation             | Zeit        | Anmerkung |
| ----- | ------------------- | ------------------ | ----------- | --------- |
| 1     | Kōsuke Kitajima     | Japan              | 59,55 s     |           |
| 2     | Brenton Rickard     | Australien         | 59,65 s     | OC        |
| 3     | Mark Gangloff       | Vereinigte Staaten | 1:00,44 min |           |
| 4     | Ihor Boryssyk       | Ukraine            | 1:00,55 min |           |
| 5     | Oleh Lissohor       | Ukraine            | 1:00,56 min |           |
| 6     | Michail Aleksandrow | Bulgarien          | 1:00,61 min | NR        |
| 7     | Giedrius Titenis    | Litauen            | 1:00,66 min |           |
| 8     | Christian Sprenger  | Australien         | 1:00,76 min |           |

### Lauf 2
| Platz | Name                  | Nation             | Zeit        | Anmerkung |
| ----- | --------------------- | ------------------ | ----------- | --------- |
| 1     | Alexander Dale Oen    | Norwegen           | 59,16 s     | OR        |
| 2     | Hugues Duboscq        | Frankreich         | 59,83 s     |           |
| 3     | Brendan Hansen        | Vereinigte Staaten | 59,94 s     |           |
| 4     | Roman Sludnow         | Russland           | 1:00,10 min |           |
| 5     | Cameron van der Burgh | Südafrika          | 1:00,57 min |           |
| 6     | Yūta Suenaga          | Japan              | 1:00,67 min |           |
| 7     | Christopher Cook      | Großbritannien     | 1:00,81 min |           |
| 8     | Damir Dugonjič        | Slowenien          | 1:00,92 min |           |

## Finale
| Platz | Name               | Nation             | Zeit        | Anmerkung |
| ----- | ------------------ | ------------------ | ----------- | --------- |
| 1     | Kōsuke Kitajima    | Japan              | 58,91 s     | WR        |
| 2     | Alexander Dale Oen | Norwegen           | 59,20 s     |           |
| 3     | Hugues Duboscq     | Frankreich         | 59,37 s     |           |
| 4     | Brendan Hansen     | Vereinigte Staaten | 59,57 s     |           |
| 5     | Brenton Rickard    | Australien         | 59,74 s     |           |
| 6     | Roman Sludnow      | Russland           | 59,87 s     | NR        |
| 7     | Ihor Boryssyk      | Ukraine            | 1:00,20 min |           |
| 8     | Mark Gangloff      | Vereinigte Staaten | 1:00,24 min |           |